# ベガス流 ヴァージンロードへの道
『ベガス流 ヴァージンロードへの道』（原題:Think Like a Man Too）は2014年に公開されたアメリカ合衆国のロマンティック・コメディ映画である。監督はティム・ストーリー、主演はケヴィン・ハートが務めた。本作はスティーブ・ハーベイが2009年に発表した自己啓発本『世界中の女性が幸せをつかんだ 魔法の恋愛書』を原作としており、2012年に公開された映画『魔法の恋愛書』（Think Like a Man）の続編でもある。なお、本作は日本国内で劇場公開されなかったが、Amazonでの配信が行われている。

## ストーリー
セドリックとその友人たちはマイケルとキャンディスの結婚式に出席するために、ラスベガスを訪れていた。セドリックはベガス行きのためだけに極めて上等なスーツを仕立て、思う存分満喫するつもりでいた。
その頃、マイケルは未だにキャンディスとの結婚を認めようとしない母親（ロレッタ）の説得に苦戦していた。ロレッタは「自分の息子に相応しい女性はこの世にいない」と主張して譲らなかった。挙げ句の果てに、ロレッタはバチェロレッテ・パーティーの妨害を試みるに至った。完璧な結婚式を挙げることを望んでいたキャンディスにとって、ロレッタの振る舞いは不快でしかなかった。
他にも苦悩を抱える人たちがいた。ベガス滞在中、ローレンは上司のリーから「君を最高執行責任者に推挙した」と知らされて歓喜するが、その地位に就くためにはニューヨークへ行かなければならなかった。それはドミニクと再び別居することを意味していた。クリステンは夫のジェレミーと子作りに励んでいたが、ジェレミーには父親になるための準備が出来ていなかった。マイアはジークとの結婚に乗り気だったが、ジークは結婚に躊躇していた。
セドリックたちは華やかなラスベガスを楽しみながら、各々が抱える問題に直面していくことになった。

## キャスト
- ケヴィン・ハート - セドリック・ウォード
- レジーナ・ホール - キャダンス・ホール
- マイケル・イーリー - ドミニク
- ジェリー・フェレーラ - ジェレミー・カーン
- ミーガン・グッド - マイア
- タラジ・P・ヘンソン - ローレン・ハリス
- デニス・ヘイスバート - エディ
- ガブリエル・ユニオン - クリステン・カーン
- テレンス・J - マイケル・ハノーヴァー
- ジェニファー・ルイス - ロレッタ
- ロマニー・マルコ - ジーク
- ウェンディ・マクレンドン＝コーヴィ - ティッシュ
- ゲイリー・オーウェン - ベネット
- デヴィッド・ウォルトン - テレル
- アダム・ブロディ - アイザック
- ラ・ラ・アンソニー - ソニア
- ジム・ピドック - デクラン
- ウェンディ・ウィリアムズ - ゲイル・ウォード
- ケルシー・グラマー - リー・フォックス
- シェリル・ハインズ - アンドレア
- ルネル - ウィニー・ホール
- ジャニナ・ガヴァンカー - ヴァネッサ
- カール・ウェザース - ミスター・ダヴェンポート
- フロイド・メイウェザー・ジュニア - 本人
- ココ・オースティン - 本人
- ドレイク - 本人

## 製作
2013年6月、本作の主要撮影がラスベガスで始まった。

## サウンドトラック
2014年6月17日、エピック・レコーズは本作のサウンドトラックを発売した。

## マーケティング・興行収入
2014年2月12日、本作のオフィシャル・トレイラーが公開された。
本作は『ジャージー・ボーイズ』と同じ週に封切られ、公開初週末に3750万ドル前後を稼ぎ出すと予想されていたが、実際の数字はそれを大きく下回るものであった。2014年6月20日、本作は全米2225館で公開され、公開初週末に2924万ドルを稼ぎ出し、週末興行収入ランキング初登場1位となった。

## 評価
本作は批評家から酷評されている。映画批評集積サイトのRotten Tomatoesには81件のレビューがあり、批評家支持率は23%、平均点は10点満点で4.8点となっている。サイト側による批評家の見解の要約は「『ベガス流 ヴァージンロードへの道』は前作の才能溢れる俳優たちを再度起用しているが、彼/彼女らを新しい方向や面白い方向へ持って行くことに失敗している。」となっている。また、Metacriticには30件のレビューがあり、加重平均値は38/100となっている。なお、本作のCinemaScoreはA-となっている。